# Ricetta d'amore
Ricetta d'amore (Appetite for Love) è un film televisivo del 2016, diretto da David Mackay e con protagonisti Taylor Cole e Andrew Walker.

## Trama
Mina Jones è una giovane dirigente in carriera che lavora per l'ICB, è fidanzata con il suo collega di lavoro Reed, e viene mandata per lavoro nel suo paese natale, Sycamore Springs in Tennessee, per risollevare le sorti di un diner acquistato dalla società per cui lavora, l'Hart's, il proprietario è il padre di Clay, l'ex fidanzato di Mina ai tempi del liceo.
Una volta arrivata a Sycamore Springs, Mina si fa ospitare da sua zia, e scopre che il padre di Clay è morto da alcuni mesi, infatti ora è proprio Clay il proprietario, a sua insaputa il padre aveva intestato l'Hart's alla ICB, e Clay è tutt'altro che contendo del rebranding. Purtroppo Clay, che col tempo ha accumulato dei debiti, seppur con riluttanza non può fare altro che accettare la collaborazione di Mina, preservando il suo ruolo di manager. Mina e Clay cercano inutilmente di trovare un sistema per far coesistere le loro diverse vedute sulla gestione dell'Hart's, infatti Mina in linea con lo statuto ICB che possiede l'Hart's, impone che il diner utilizzi prodotti alimentari comprati dai loro fornitori, più pratici ma di cattiva qualità, mentre Clay che vuole rimanere fedele alla tradizione dell'Hart's utilizza prodotti biologici da lui personalmente coltivati.
Purtroppo Mina si rende velocemente conto che gli abitanti di Sycamore Springs, abituati al buon cibo dell'Hart's, non gradiscono i prodotti commerciali da lei proposti, quindi lo chef propone di usare le loro pietanze spacciandole proprio per quelle imposte dell'ICB. Mina e Clay, passando sempre più tempo insieme, comprendono entrambi di non aver mai smesso di amarsi, Mina era ambiziosa e infatti intendeva lasciare Sycamore Springs, proprio per questo Clay non cercò mai di impedirglielo. Mina però, riscopre velocemente l'amore che provava per Sycamore Springs, rimettendo in discussione le scelte del passato che la portarono a lasciare la sua città.
A complicare le cose ci pensa Reed, il quale fa una sorpresa a Mina venendo a trovarla a Sycamore Springs, chiedendole di sposarlo. Reed da subito diventa ostile nei riguardi di Clay, non solo perché non approva il modo in cui dirige il diner in contrasto con le norme dell'ICB, ma anche per via dell'evidente amore che lo lega alla sua fidanzata. Reed umilia Clay mettendolo al corrente del fatto che verrà estromesso dalla direzione dell'Hart's, avendo violato le regole dello statuto dell'ICB, infatti essendo l'Hart's di loro proprietà Clay non ha il diritto di intestarla a qualcun altro, ma purtroppo lui ha già contravvenuto a questa norma quando ha acceso un'ipoteca sull'Hart's per ottenere dalla banca un prestito di centomila dollari per un suo amico.
Clay, sentendosi preso in giro da Mina, decide di escluderla dalla sua vita, sebbene Mina non fosse assolutamente d'accordo con ciò che Reed aveva in mente, tanto da lasciarlo e rifiutare la sua proposta di matrimonio. Clay si sbarazza di tutti i ricordi che lo legavano alla sua gioventù con Mina, mettendoli dentro a una scatola, e Mina vi trova una lettera d'amore che Clay le aveva scritto prima che lei lasciasse Sycamore Springs, con un anello di fidanzamento: Mina ha scoperto così che Clay aveva intenzione di chiederle di sposarlo, lei aveva abbandonato Sycamore Springs perché aveva sempre reputato Clay un ragazzo poco serio e privo di obbiettivi, ma ora ha capito di averlo giudicato male, perché lui aveva sempre saputo di amarla, adesso Mina ha capito di aver commesso uno sbaglio a lasciare Sycamore Springs.
Mina torna al lavoro e convince i dirigenti dell'ICB a restituire a Clay la gestione dell'Hart's, preservando anche l'integrità del diner perché sarebbe dannoso trasformarlo in un ristorante diverso, quando invece l'Hart's potrebbe diventare un punto di riferimento da seguire per gli altri ristoranti. Mina inaspettatamente riceve la visita di Clay, il quale comprende di aver sbagliato perché, invece che autocommiserarsi, avrebbe dovuto combattere per proteggere il loro amore, infatti adesso è pronto a dividere la sua vita con lei, seguendola ovunque, chiedendole di sposarlo.
È trascorso un anno, Mina si è ritrasferita a Sycamore Springs, ed è felicemente sposata con Clay, inoltre è incinta, mentre suo marito continua a gestire con successo l'Hart's.